# 龔棻
龔棻（？—1640年代），字蠡源、建木，江西南昌府新建縣蜀溪人，明朝、南明政治人物。

## 生平
龔棻是天啟四年（1624年）舉人，崇禎十六年（1643年）成進士，弘光元年（1645年）在南京赴吏部應選；當時馬士英、阮大鋮把持朝政，他打算離間二人，因此故意和馬士英親友秘密交談反間，令對方動心，及後阮大鉞計劃誅殺東林黨人時，馬士英持卻持相反意見。
南京失陷，他到福京謁見隆武帝，得授廣州府推官，招降海盜羅明受，因功陞官驗封主事、員外郎。
清兵攻至天興，萬元吉出鎮忠誠；龔棻招募水師五營，監督羅明受、黃志忠六千人前往，到南安時遇上敵軍戰敗，他隻身逃出至忠誠。隆武二年（1646年）十月，忠誠援絕城危，萬元吉勸他離去謀求後路，他假裝答應；數天後對方催促他，他大聲說：「走了！」和兩名僕人在金門乘坐一艘小船，離岸一丈多後向北面拜過，投水而死。南明朝廷追贈太僕卿、兵部右侍郎，諡忠毅，清朝通諡節愍。當地人將他和楊廷麟、萬元吉、姚奇胤、黎遂球、郭維經、彭期生一起供奉，建祠祭祀。

## 家庭
- 兒子龔孟明，字兼生，兵部主事監軍，得知父親自殺後在茶陵戰死[7][8]

## 引用
1. 1 2  錢海岳《南明史·卷四十五·列傳第二十一》：龔棻，字建木，新建人。崇禎十六年進士。授廣州推官，招降羅明受。歷驗封主事、員外郎。
2. 1 2  同治《南昌縣志·卷十一·選舉志上》：天啟四年甲子鄉試 龔棻 蜀溪人，字建木，崇禎癸未進士
3. ↑  同治《南昌縣志·卷十七·人物志四 忠義》：龔棻，字建木，蜀溪里人。崇禎癸未進士，乙酉謁選江南。時馬阮用事，棻思有以離其交，因密語士英所親，反間之。士英果心動，及大鉞欲以要典起大獄，盡誅東林，士英持不可。江南陷，棻入閩謁唐王，授廣州推官。以招伏海寇羅亞福功，晉吏部郎中。
4. ↑  錢海岳《南明史·卷四十五·列傳第二十一》：募水師五營，督明受、黃志忠六千人入忠誠，城陷臥疾，卒擁出涌金門，投水死。累贈太僕卿、兵部右侍郎，諡忠毅。
5. ↑  同治《南昌縣志·卷十七·人物志四 忠義》：大清兵臨福州，萬元吉督師出鎮贛州，期棻會師下江南，乃率羅亞福軍趣之；至南安，偏師遇敵，亞福敗，僅以身免。棻馳入朝，為效死計；丙戌十月朔，援絕城且危，元吉謂棻曰：「公無城守責，留此無盈宜，出為後圖。」棻佯諾之。數日，元吉復趣之，棻厲聲曰：「行矣！」因與二僕出，得一小舟乘之，離岸丈許，朝服北面再拜，赴水死。…… 顧志 ……按龔棻《江人事》作贈其官，諡忠毅。……又《勝朝殉節諸臣錄》龔棻通諡節愍。
6. ↑  《東山國語·虔南語》：吏部主事龔棻，新建人，督水師入贛，巡守甚力。墮馬臥病。聞變，投水死。後贛人立五忠祠，機部楊（廷麟）、吉人萬（元吉）、有僕姚（奇胤）、建木龔（棻）與美周黎（遂球）而為五，複祠六修（郭）維經、觀民彭（期生）而為七焉。
7. ↑  錢海岳《南明史·卷四十五·列傳第二十一》：子孟明，字兼生。兵部主事監軍，血戰隱茶陵，盡瘁死。
8. ↑  同治《南昌縣志·卷十七·人物志四 忠義》：子兼生聞父沒，復集師於茶陵戰死。……（《江人事》作）子孟明，兵部主事，監軍嘔血死。與此傳作兼生，作戰死不同。